# Killing Floor
Killing Floor (повна назва Killing Floor: Co-Op Survival Horror) — відеогра, кооперативний шутер від першої особи в жанрі survival horror, розроблена компанією Tripwire Interactive і випущена 14 травня 2009 під Microsoft Windows. Гра розповсюджується через сервіс цифрової дистрибуції Steam і на компакт-дисках. Спочатку гра розроблялася як безкоштовна модифікація до Unreal Tournament 2004 і була випущена в такому вигляді в 2005 році, проте, з отриманням ліцензії на використання UE 2.5, Tripwire Interactive випустила комерційну версію. 

## Сюжет
Появі величезних армій клонів передували певні події. Історія почалася з корпорації Horzine Biotech, яка отримала від держави замовлення на створення ідеальних солдатів. Вчені довгий час намагалися поліпшити показники звичайної людини, але лише одному вдалося домогтися успіху. Вчений на ім'я Кевін Кламелі здійснив науковий прорив, навчився клонувати людей і керувати їхньою волею. За випадковим збігом обставин вчений втрачає свого сина, але не приймає долю і клонує його. У родині виникає проблема, і дружина розлучається з Кевіном, у відповідь на це він створює її клона, а справжню дружину вбиває. Вчений продовжує працювати над своїми досягненнями і створює цілу армію клонів, які керуються тільки думками божевільного генія. З такими можливостями він вирішує захопити цілу країну і починається все з Великої Британії. У проходженні гравцеві належить узяти на себе роль одного з тих, що вижили і почати битву з незліченними клонами, але в підсумку треба дістатися до вченого, щоб зупинити цей кошмар.

## Ігровий процес
Гра має режими одиночної і розрахованої на багато користувачів гри, a також дві ігрові модифікації: Killing Floor Mod і Objective Mod. Кожен гравець повинен вибрати один з семи перків (англ. Perks), які дають бонуси в поводженні зі зброєю даного перка та інші бонуси і додаткові можливості.

### Killing Floor Mod
Шестеро осіб (максимальне число гравців) перекинуті на карту, щоб знищити мутантів і боса. Вони повинні витримати кілька хвиль (4, 7 або 10), після яких з'являється сам бос, Патріарх (англ. Patriarch). Гравці відбиваються від хвиль мутантів-клонів. Кожна наступна хвиля включає в себе збільшену кількість звичайних і поява особливих супротивників. Після закінчення хвилі гравці біжать до Продавця (англ. Trader) в магазин, в якому здійснюється купівля різного озброєння і екіпіровки. Вбиваючи ворогів, гравці отримують гроші (фунти стерлінгів), а також накопичують досвід, переходячи на наступні рівні перків. Чим більше гравців в команді, тим більше ворогів нападає на них і тим живучіші особливі противники. Матч закінчується тоді, коли гравці знищують боса гри, який йде після всіх хвиль. Одиночна гра відрізняється від розрахованої на багато користувачів лише тим, що в ній гравець один відбивається від хвиль ворогів.
На даний момент випущені 33 офіційних карти:
- 2009: Додати Biotics Lab, Farm, Manor, Offices, West London, Foundry, Bedlam, Wyre, Waterworks, Crash, Departed, Filths Cross, Icebreaker
- 2010: Додати Biohazard, Hospital Horrors, Mountain Pass, Suburbia, Santa's Evil Lair
- 2011: Aperture, Abusement Park, Ice Cave
- 2012: Hellride, Hillbilly Horror, Moon Base
- 2013: Steamland, Fright Yard, Hell, Forgotten
- 2014: Siren's Belch, Stronghold, Transit, Clandestine, Thrills and Chills Amusement Park

### Objective Mod
Доступний тільки на картах Steamland, Fright Yard і Transit. Суть даного мода полягає у виконанні певних завдань (англ. Objectives) для успішного проходження кожного рівня.

## Вороги
- Clot (укр. Згусток; в російській локалізації — Зомби) — звичайний мутант, клон сина Патріарха. Найчастіший ворог, може «хапати» гравця, не даючи можливості ходити.
- Bloat (укр. Роздутий; в російській локалізації — Толстяк) — товстий мутант, більш живучий, ніж Зомбі. Може як вивергати жовч на гравців з невеликої відстані, так і бити ножем м'ясника, підійшовши впритул.
- Crawler (укр. Повзун) — гібрид людини і павука. Швидкий, малопомітний, і досить небезпечний у великих кількостях.
- Gorefast (від Gore — Пронизувати і Fast — Швидкий; в російській локазізації — Берсеркер) — володіє рукою-мечем, пересувається з великою швидкістю, але більшу частину часу існування він безпечний на відстані.
- Stalker (укр. Сталкер) — жінка-мутант. Зазвичай майже невидима, але під час атаки стає видимою.
- Husk (укр. Обідраний) — єдиний стріляючий противник, окрім Патріарха, досить небезпечний в групах. Атакує вогняними кулями на далеку відстань, і, підійшовши впритул, атакує врукопашну.
- Siren (укр. Сирена) — повільна жінка-мутант, клон дружини Патріарха, криком знижує здоров'я і знищує гранати / вибухівку / ракети.
- Scrake (в російській локалізації — Мясник) — дуже сильний мутант, надзвичайно небезпечний в люті, атакує вживлені в руку бензопилою.
- Fleshpound (від Flesh — Плоть і Pound — Бити; в російській локалізації — Отбивальщик) — вкрай сильний мутант, надзвичайно небезпечний в люті, в яку він приходить від атак гравців, накидаючи на них і перемелюючи своїми схожими на каменедробарки руками.
- Patriarch (укр. Патріарх) — головний мутант гри, вчений Кевін Кламелі, на високих рівнях складності один в змозі знищити команду гравців, з'являється після останньої хвилі. Він великого зростання, замість його лівої руки має трьохствольний кулемет і ракетну установку, якими атакує на відстані. Також він може пересуватися з величезною швидкістю і впритул завдавати сильних ударів, які здатні відкинути гравця. У разі отримання великої кількості шкоди він стає невидимим і тікає, щоб вилікуватися, а замість себе випускає декількох «простих» мутантів. Також він може стати невидимим під час бою. Однак його сила компенсується його «недоліками»: його невидимість така ж, як у Сталкера (видно на середній дистанції), а перед пострілом з кулемета або ракетної установки він проводить підготовку (що дає час сховатися).

## Зброя
В дужках наведена ігрова назва.

### Зброя Медика
Вся зброя Медика, окрім Blowerthrower, може стріляти дротиками, які лікують гравців на відстані.
- Heckler & Koch MP7
- Heckler & Koch MP5A2
- Kel-Tec RFB (M7A3)
- TDI Kriss Vector Super V (Schneidzekk)
- Blowerthrower — саморобна зброя, яка стріляє блювотою Bloat'а.
- Медичний шприц — ін'єктор, призначений для лікування гравця чи товаришів по команді. При цьому на лікування товариша витрачається вдвічі менший заряд ін'єктора.
- Медична граната — випускає зелений дим, який лікує гравців та наносить пошкодження мутантам.

### Зброя Техніка
- Benelli M3 Super 90 (Shotgun — Дробовик) з тактичним ліхтариком.
- Benelli M4 Super 90 (Combat Shotgun — Бойовий дробовик) з тактичним ліхтариком.
- Kel-Tec KSG (HSG-1 Shotgun) з можливістю зміни купчастості стрільби — висока для коротких та низька для дальніх дистанцій.
- Двоствольна рушниця (Hunting shotgun — Мисливський дробовик). Альтернативна атака — дуплет (постріл одночасно з обох стволів).
- АА-12 — автоматичний дробовик з можливістю зміни режимів стрільби.
- Multi-Chambered Zed Thrower (укр. Багатокамерний відкидач мутантів) — магазинний дробовик, виконаний в стилі стімпанк. Альтернативна атака — відкидання ворога без нанесення йому пошкодження.
- Vlad 9000 (або Vlad the Impaler — Влад Пронизувач) — цвяхомет з тактичним ліхтариком, який стріляє рикошетуючими цвяхами. Назва зброї — алюзія на Влада Цепеша.

### Зброя Снайпера
- Beretta 92 (9 mm pistol — дев'ятиміліметровий пістолет) з тактичним ліхтариком.
- Heckler & Koch Mark 23 (Mk 23)
- Smith & Wesson M29 (.44 Magnum)
- Desert Eagle
- Winchester Model 1894 (Rifle — Гвинтівка)
- Композитний арбалет з оптичним прицілом. Стріли можна підбирати для повторного застосування.
- Однозарядний мушкет — затворна гвинтівка з оптичним прицілом, виконана в стилі стімпанк.
- М14 EBR з лазерним цільовим указником.
- Barrett M99 (M99 AMR)

### Зброя Командоса
Вся зброя Командоса має можливість переключення режимів стрільби.
- L22A2 (Bullpup) з коліматорним прицілом.
- AK-47
- Stg-44 (Mkb-42)
- M4 з коліматорним прицілом
- Thompson M1A1 (Tommy gun)
- Thompson (Rising Storm Tommy gun). Доступний для гравців, які купили гру Rising Storm в Steam.
- Система транспортування свинцю доктора Ті — Thompson, виконаний в стилі стімпанк.
- FN SCAR-H (SCARMK17) з коліматорним прицілом.
- FN FAL (FNFAL ACOG) з коліматорним прицілом.

### Зброя Берсеркера
Будь-яка зброя Берсеркера, окрім арбалета-пили, має альтернативну атаку, яка наносить більші пошкодження, але повільніша за основну.
- Бойовий ніж
- Мачете
- Штурмова пожежна сокира
- Катана
- Клеймор
- Коса
- Сокира Dwarfs!? — унікальна сокира, для відкриття якої необхідно зібрати 40 000 золота у грі Dwarfs!?.
- Бензопила
- Арбалет-пила — арбалет з коліматорним прицілом, який стріляє дисками для циркулярної пили. Диски можна підібрати для повторного використання.

### Зброя Палія
- Вогнемет
- MAC-10 з глушником — в руках Палія стріляє запалювальними кулями.
- Ракетниця — класичний револьвер Дикого Заходу, який використовує сигнальні патрони. Снаряди вибухають та підпалюють ворогів.
- Winchester model 1897 (Trench gun — траншейна рушниця) — дробовик, який стріляє запалювальним дробом. Перк Техніка також дає бонуси для цієї зброї: збільшує пошкодження, які наносять дробинки, та їхню пробивну здатність, але не збільшує боєзапас, як в дробовиків Техніка.
- Husk Gun — зброя Husk'а. Не потребує перезарядки. Альтернативна атака — заряджений постріл, який наносить більші пошкодження та вибухає.

### Зброя Підривника
- M79
- Ручна мортирка (Orka bomb propellor) — стріляє снарядами, які вибухають через декілька секунд а бо після влучання в мутанта з достатньої відстані.
- Colt M4 з підствольним гранатометом M203
- Seeker Six — комп'ютеризований гранатомет, який стріляє самонавідними знарядами. Альтернативна атака — постріл шістьма снарядами одночасно.
- Гарпун — саморобна зброя. Стріляє гарпунами з вибухівкою, які вибухають через декілька секунд.
- LAW (Light Anta-tank weapon — легка протитанкова зброя) — протитанковий гранатомет з коліматорним прицілом. Стрільба можлива лише з прицілюванням.
- М32 з коліматосним прицілом
- Саморобна міна (Pipe bomb — трубкова бомба) — вибухає при наближенні мутантів. Для вибуху необхідна присутність чотирьох малих мутантів (Clot, Gorefast, Crawler чи Stalker) або одного великого (Bloat, Husk, Siren, Scrake, Fleshpound чи Patriarch).